# 新安水库 (扶绥)
新安水库是中国广西壮族自治区崇左市扶绥县境内的一座水库，位于左江支流罗阳河上，建于1958年。水库正常库容为1348万立方米，集雨面积为63平方千米，海拔为118.5米。